# Нимисляровский сельсовет
Нимисля́ровский сельсове́т — упразднённая в 2008 году административно-территориальная единица и сельское поселение (тип муниципального образования) в составе Нуримановского района. Почтовый индекс — 452440. Код ОКАТО — 80245825000. Код ИФНС — 0273. Согласно Закону Республики Башкортостан «О границах, статусе и административных центрах муниципальных образований в Республике Башкортостан» от 16 декабря 2004 года имел статус сельского поселения.
В 2008 году Нимисляровский сельсовет объединён с сельским поселением Новокулевский сельсовет.

## Состав сельсовета
село Нимислярово — административный центр, деревни Гизятово, Кызыл-Баржау (приложение 41е);

## История
Закон Республики Башкортостан от 19.11.2008 N 49-з «Об изменениях в административно-территориальном устройстве Республики Башкортостан в связи с объединением отдельных сельсоветов и передачей населённых пунктов» гласил:

 "Внести следующие изменения в административно-территориальное устройство Республики Башкортостан:
37) по Нуримановскому району:
объединить Новокулевский и Нимисляровский сельсоветы с сохранением наименования «Новокулевский» с административным центром в селе Новокулево.

Включить село Нимислярово, деревни Гизятово, Кызыл-Баржау Нимисляровского сельсовета в состав Новокулевского сельсовета.
Утвердить границы Новокулевского сельсовета согласно представленной схематической карте.

Исключить из учетных данных Нимисляровский сельсовет

## Географическое положение
На 2008 год граничил с Благовещенским районом, муниципальными образованиями: Новокулевский сельсовет, Байгильдинский сельсовет, Большеустьикинский сельсовет, Кургатовский сельсовет, Малоустьикинский сельсовет, Ростовский сельсовет. («Закон Республики Башкортостан от 17.12.2004 N 126-з „О границах, статусе и административных центрах муниципальных образований в Республике Башкортостан“»).

## Водные объекты
озера Упкан-Куль, Торгамыш.